# Onze-Lieve-Vrouw-van-Altijddurende-Bijstandkerk (Heikruis)

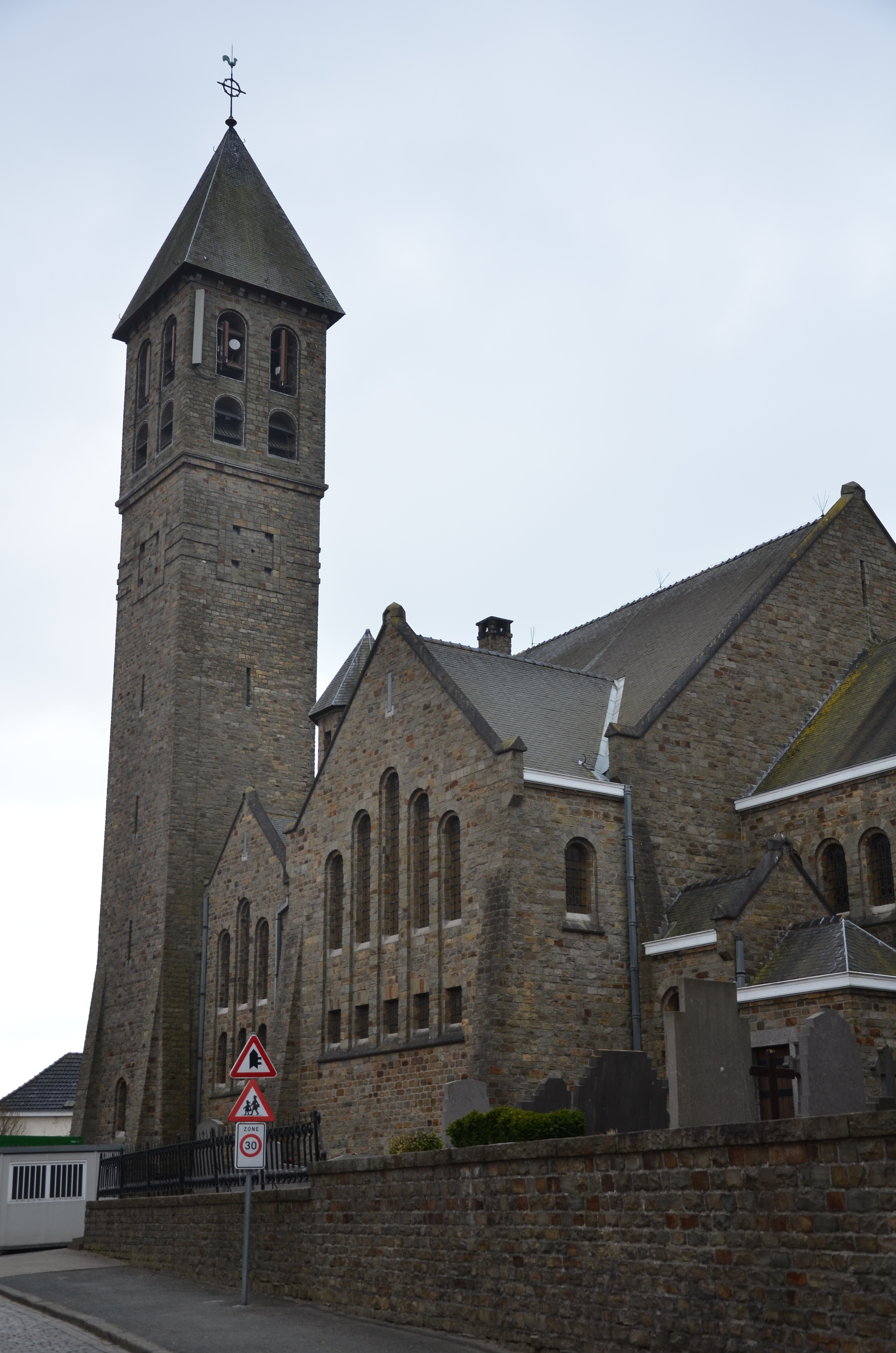
Onze-Lieve-Vrouw-van-Altijddurende-Bijstandkerk

De Onze-Lieve-Vrouw-van-Altijddurende-Bijstandkerk is de parochiekerk van de tot de Vlaams-Brabantse gemeente Pepingen behorende plaats Heikruis, gelegen aan de Plaats.

## Geschiedenis
Hier stond vroeger een gotische kerk die in de 18e eeuw werd vergroot en in 1868 werd verbouwd in neogotische trant. Deze kerk brandde in 1930 af. In 1937 werd een nieuwe kerk gebouwd naar ontwerp van Frans Vandendael en Raymond A.G. Lemaire.

## Gebouw
Het betreft een in natuursteen gebouwd kerkgebouw dat naar het noorden is georiënteerd en dat neoromaanse stijlkenmerken toont.
De eenbeukige kerk heeft een vijfzijdig afgesloten koor en een rechts van het voorportaal gebouwde toren.